# Naha Kolisang
Naha Kolisang es un deportista lesotense que compitió en taekwondo. Ganó una medalla de bronce en los Juegos Panafricanos de 1991, y una medalla de bronce en el Campeonato Africano de Taekwondo de 1996.

## Palmarés internacional
| Juegos Panafricanos | Juegos Panafricanos       | Juegos Panafricanos | Juegos Panafricanos |
| Año                 | Lugar                     | Medalla             | Categoría           |
| ------------------- | ------------------------- | ------------------- | ------------------- |
| 1991                | El Cairo (Egipto)         | Medalla de bronce   | –50 kg              |
| Campeonato Africano |                           |                     |                     |
| Año                 | Lugar                     | Medalla             | Categoría           |
| 1996                | Johannesburgo (Sudáfrica) | Medalla de bronce   | –50 kg              |